# Хатирик-Хомо
Хатирик-Хомо (рос. Хатырык-Хомо) — селище у Кобяйському улусі Республіки Сахи Російської Федерації.
Населення становить 1 особу. Орган місцевого самоврядування — Ариктахський наслег.

## Історія
Згідно із законом від 30 листопада 2004 року органом місцевого самоврядування є Ариктахський наслег.

## Населення
| 2002 | 2010 |
| ---- | ---- |
| 2    | ↘1   |